# فيتاوتاس
فيتاوتاس (Vytautas) (وتعني في الليتوانية: فيروزينية: فيتفوت (Vitovt)، وباللاتينية: الإسكندر فيتولدس (Vitoldus) وبالإيطالية: فيتو ال جراند (Vito il Grande))؛ الملقب «بالعظيم» بدءًا من القرن الخامس عشر الميلادي وما بعده؛ ولد عام 1350م وتوفي في 27 من أكتوبر 1430م) وهو أحد أشهر حكام ليتوانيا في العصور الوسطى. كان فيتاوتاس حاكًما (من عام 1392م وحتى عام 1430م) لدوقية ليتوانيا الكبرى (Grand Duchy of Lithuania) والتي جمعت بشكل رئيس الليتوانيين والروزينيين (Ruthenians). كما كان أميرًا على هردونا (Hrodna) (خلال الفترة من 1370م وحتى 1382م) وأميرًا على لوتسك (Lutsk) (خلال الفترة من 1387م وحتى 1389م)، والملك المفترض لهوسيت (Hussites).
ففي ليتوانيا الحديثة يحتل فيتاوتاس مكانة البطل القومي، كما أنه يُعد أحد الشخصيات التي كان لها دور هام في النهضة القومية في القرن التاسع عشر الميلادي. فيتاوتاس هو رجل محبوب له لقب ليتواني. وفي إحياء الذكرى الـ 500 لوفاة فيتاوتاس، قامت جامعة ماجنوس فيتاوتوس (Vytautas Magnus University) بوضع اسمه في الصدارة قبل الجامعة. كما تم بناء نُصب تذكارية في العديد من مدن جمهورية ليتوانيا المستقلة في فترة ما بين الحربين، من عام 1918م وحتى عام 1939م.

## روابط خارجية
- فيتاوتاس على موقع الموسوعة البريطانية (الإنجليزية)